# Liste der denkmalgeschützten Objekte in Čierna Lehota (Rožňava)
Die Liste der denkmalgeschützten Objekte in Čierna Lehota enthält die sieben nach slowakischen Denkmalschutzvorschriften geschützten Objekte in der Gemeinde Čierna Lehota im Okres Rožňava.

## Denkmäler
| Foto |                 | Denkmal / č. ÚZPF                                             | Standort / Konskr. Nr.                       | Offizielle Beschreibung | Beschreibung                                      | Metadaten                                                  |
| ---- | --------------- | ------------------------------------------------------------- | -------------------------------------------- | ----------------------- | ------------------------------------------------- | ---------------------------------------------------------- |
| BW   | Datei hochladen | Gedenkhaus(sk) ObjektID: 808-1503/0                           | 28 Standort KG: Čierna Lehota Konskr.Nr.: 28 | štáb Kozlova            | für Mitarbeiter Kozlovs                           | č. NKP: 808-1503/0 Stand des NKP: Name: DOM PAMÄTNÝ        |
|      | Datei hochladen | Kammer(sk) ObjektID: 808-2395/0                               | 44 KG: Čierna Lehota Konskr.Nr.: 44          | hlina                   |                                                   | č. NKP: 808-2395/0 Stand des NKP: Name: KOMORA             |
|      | Datei hochladen | Gedenkschule(sk) ObjektID: 808-1504/1                         | 77 KG: Čierna Lehota Konskr.Nr.: 77          | SNP                     | für den Nationalaufstand                          | č. NKP: 808-1504/1 Stand des NKP: Name: ŠKOLA PAMÄTNÁ      |
|      | Datei hochladen | Gedenktafel(sk) ObjektID: 808-1504/2                          | 77 KG: Čierna Lehota Konskr.Nr.: 77          | SNP                     | Gedenktafel für den Slowakischen Nationalaufstand | č. NKP: 808-1504/2 Stand des NKP: Name: TABUĽA PAMÄTNÁ     |
| BW   | Datei hochladen | Gebäude in regionaltypischem Baustil(sk) ObjektID: 808-2393/1 | 91 Standort KG: Čierna Lehota Konskr.Nr.: 91 | hlina nabíjaná          |                                                   | č. NKP: 808-2393/1 Stand des NKP: Name: DOM ĽUDOVÝ         |
| BW   | Datei hochladen | Wirtschaftsgebäude(sk) ObjektID: 808-2393/2                   | 91 Standort KG: Čierna Lehota Konskr.Nr.: 91 |                         |                                                   | č. NKP: 808-2393/2 Stand des NKP: Name: STAVBA HOSPODÁRSKA |
| BW   | Datei hochladen | Gedenkhaus(sk) ObjektID: 808-1502/0                           | 92 Standort KG: Čierna Lehota Konskr.Nr.: 92 | partizánsky štáb        | für die (Mitarbeiter der) Partisanen              | č. NKP: 808-1502/0 Stand des NKP: Name: DOM PAMÄTNÝ        |

## Legende
Die Tabelle enthält im Einzelnen folgende Informationen:
| Foto:                    | Fotografie des Denkmals. |
| Denkmal / č. ÚZPF:       | Die Übersetzung der Bezeichnung des Denkmals, wie sie vom Slowakischen Denkmalamt (Pamiatkový úrad Slovenskej republiky) verwendet wird. Die Originalbezeichnung ist unter dem Fragezeichen angegeben. Fehlt die Übersetzung, so wird die Originalbezeichnung direkt angezeigt. Weiters ist die Objekt-Identifikationsnummer (Objekt ID) angeführt. Sie ist die offizielle, in der Slowakei eindeutige Nummer č. ÚZPF inklusive der zugehörigen Zählnummer, wie sie in den Daten des Denkmalamtes angegeben wird. Da diese nur innerhalb eines Landkreises gezählt wird, ist dessen Nummer der Denkmalnummer vorangestellt. |
| Standort:                | Wenn in der Liste vorhanden, ist die Adresse angegeben. In Klammern kann sich noch eine zusätzliche Adresse befinden, wenn es beispielsweise ein Eckhaus ist. Bei freistehenden Objekten ohne Adresse (zum Beispiel bei Bildstöcken) ist eine Adresse angegeben, die in der Nähe des Objekts liegt. Durch Aufruf des Links Standort wird die Lage des Denkmals in verschiedenen Kartenprojekten angezeigt. Darunter sind die Katastralgemeinde (KG) und, wenn vorhanden, die Konskriptionsnummer (Konskr. Nr.) angegeben.                                                                                                   |
| Offizielle Beschreibung: | Es ist die Kurzbeschreibung auf Slowakisch, wie sie in den offiziellen Listen angegeben ist, eingetragen. |
| Beschreibung:            | Kurze Angaben zum Denkmal auf Deutsch. |
| Metadaten:               | Zusätzlich werden, wenn in den persönlichen Einstellungen das Helferlein Dauerhaftes Einblenden von Metadaten aktiviert ist, ebensolche angezeigt. |

- Karte mit allen Koordinaten:
- OSM |
- WikiMap